# Lege penală
Legea penală este o lege de drept penal. Legea reprezintă principalul izvor de drept al dreptului penal, fiind sursa în cadrul căreia sunt consacrate cele mai multe norme de drept penal. În aproape toate sistemele de drept cea mai importantă lege penală (dar nu și singura) este codul penal.

## Aplicarea legii penale

### Aplicarea în timp
Legea penală se aplică în timp în mai multe moduri diferite, de cele mai multe ori privitoare la modurile în care acestea interacționează cu celelalte legi deja aflate în vigoare. 
Așadar, o lege penală se poate afla în situația calificărilor echivalente. Aceasta apare în momentul în care avem de-a face cu două legi penale ce prevăd în mare parte aceleași calificări pentru aceleași incriminări. În situația respectivă, va fi aplicată legea penală mai recentă. Legea va fi determinată ca fiind mai recentă atât în ceea ce privește data adoptării sale, cât și cea a ultimei sale modificări.